# Сергеј Лишчук
Сергеј Лишчук (укр. Сергій Ліщук; Ровно, 31. март 1982) је бивши украјински кошаркаш. Играо је на позицијама крилног центра и центра.

## Биографија
У млађим категоријама играо је за Пулсар Ровно, а за њихов сениорски тим дебитовао је у сезони 2000/01. и тамо се задржао до 2003. године. Уследиле су две сезоне у Химику, а као играч тог клуба изабран је на НБА драфту 2004. године за 49. пика од стране Мемфис гризлиса. Године 2005. је потписао за Азовмаш у коме је провео четири сезоне и освојио четири титуле у украјинском првенству. Од 2009. до 2015. је играо за Валенсију и са њом је освојио два трофеја у Еврокупу - у сезонама 2009/10. и 2013/14. У сезони 2015/16. је био играч Мурсије.
Члан је репрезентације Украјине за коју је наступао на Европским првенствима 2001, 2003, 2005. и 2011. године.

## Успеси

### Клупски
- Азовмаш:
  - Првенство Украјине (4): 2005/06, 2006/07, 2007/08, 2008/09.
- Валенсија:
  - УЛЕБ Еврокуп (2): 2009/10, 2013/14.